# پل دلووریه
پل دولووریه (به فرانسوی: Paul Delouvrier)،(زاده ۲۵ ژوئن ۱۹۱۴ – درگذشته ۱۶ ژانویه ۱۹۹۵) سیاستمدار فرانسوی است که جایزه اراسموس سال ۱۹۸۵ را دریافت کرد.